# Go2Sky
Go2Sky è una compagnia aerea slovacca con sede presso l'aeroporto di Bratislava. La compagnia fornisce servizi charter, cargo e postali. Fornisce inoltre servizi di leasing per altre compagnie, oltre che charter ad hoc.

## Storia
Go2Sky è stata fondata il 14 febbraio 2013. La compagnia aerea slovacca offre i suoi aerei per operazioni charter passeggeri, merci e postali. Offre inoltre il noleggio ACMI (wet lease) dei propri aeromobili per altre compagnie aeree (titolari di AOC) e voli charter ad hoc. Go2Sky è certificato IOSA (IATA Operational Safety Audit) dal 2015.
Per la stagione estiva 2014, la compagnia aerea aveva firmato un contratto di wet lease con la compagnia italiana charter Mistral Air per due aeromobili e Hamburg Airways per uno. Nel 2015, Go2Sky ha noleggiato aerei a Mistral Air, Ukraine International, Norwegian Air Shuttle, Royal Air Maroc e Arkia. Nel 2016 per Czech Airlines, Mistral Air, Travel Service, AlbaStar e Norwegian Air Shuttle. Ha anche operato voli per Adria Airways con i loro 737-800. Go2Sky si è assicurata contratti di wet lease per la stagione primavera/estate 2019 per due 737-800 per Enter Air e un 737-800 per Corendon Airlines.
Il 19 agosto 2020, nonostante i profitti degli ultimi due anni, è stato annunciato che Go2Sky avrebbe cessato le attività il 1 settembre 2020, a causa della pandemia di COVID-19, pur continuando a mantenere il proprio COA. Tuttavia, nello stesso anno è stato deciso che la compagnia aerea avrebbe ripreso le operazioni nel 2021; ciò è poi avvenuto nell'agosto 2021, operando voli per Corendon Airlines tra la Germania e varie destinazioni turistiche.

## Flotta
A maggio 2023 la flotta di Go2Sky è così composta: